# Кречарски занат у Заплању
Кречарски занат у Заплању један је од најстаријих заната у планинском крају, између Суве планине, с једне стране и Селичевице, Бабичке Горе и Крушевице с друге. Овај крај се највећим делом административно поклапа се са подручјем општине Гаџин Хан, а географски са простором који се назива Јужна и источна Србија.
Оскудица Заплањског подручја у ратарском земљишту с једне стране, а богатство у шуми и камену — кречњаку са друге стране, приморали су мештане многих села у Заплању да се баве производњом креча као занатском делатношћу.

## Општа разматрања
Иако из савременог угла гледања кречарство не представља занатско занимање већ радну улогу, податак да се кречари убрајају у инжињерију, указује на супротно, а креч, као материјал, налази и своје место у народној традицији о зидању Раванице. Да је кречарски занат, то јест процес прераде креча од сировог до добро печеног, сунђерастог, био развијен, те да се свакако налазио у рукама српских занатлија, сведочи сем материјалних остатака и податак да је креч коришћењен за штављење коже. Изузетно развијено кожарство на територији средњовековне Србије стога је утицало и на успон кречарства.

## Историја
Кречарство, као занат, за Заплање је традиционалан и датира из доба под Османлијама, иако је потреба за кречом у Отоманском царству била незнатна. Наиме у периоду владавине Османлија, од када датирају први писани статистичи подаци, у Заплању су неговани готово сви занати који су били неопходни заплањским кућним задругама. Оно што се није могло урадити у оквиру кућне радиности у домаћинству, изађивале су занатлије у својим радионицама.
Због велике репресије Османлијског феудалног система, мештанима Заплања више је одговарала активност у оквиру домаће, а мање у оквиру занатске радиности. На овај начин, у Заплању као и у другим деловима поробљене Србије, кречарство се развило из домаће радиности, као што се из занатства, у фази развоја капитализма, у Заплањском крају развила и индустрија.
Први успон овог заната настао је после ослобођења од Османлија, када се Заплањско становништво удвостручило, а плодна земља остала на истом нивоу. У таквим условима Заплањци су били принуђени да траже излаз или у развоју заната. као што су кречарски или мутавџијски, или да оду у печалбу у друге краје Балканског полуострва.
С краја 19. века готово сва села под Сувом планином почела су да се баве производњом креча. Међу највећим произвођачима ипак су се издвојила села: Драшкова Кутина, Чагровац, Дуга Пољана, Краставче, Велики и Мали Крчимир.
По бројности докумената, сачуваних до данас, који се односе на ове заплањске кречаре, може се претпоставити да је њихова делатност била једна од најцењенијих и најинтезивнијих занатских делатности, нарочито у оним деловима Србије, у оним периодима економског развоја Нишког краја када се на овом простору интензивно одвијала грађевинска делатност. Докумената из архива такође упућују и на констатацију да су мајстори-кречари били веома радни, професионални, стручни и коректни у извршавању овог нимало лаког посла.

## Предуслови за развој кречарства
На развој кречарства у Запкању значајно су итицала следећа два фактор; богатство у кречњаку и огревном дрвету.
Минерално боготство
Минерално богатство Суве планине у кречњаку је велико. Кречњаци чине основну масу Суве планине, а целокупно подручје представља јединствену крашку област, која захвата највеће кречњачке површине у кречњачким пределима источне Србије. Кречњак, захвата велике, непрекидне површине, а показују се највише као масивни и танкослојни кречњак са високим (> 90%) садржајем СаСО3.
Баш то богатство у кречњаку мотивисало је становнике многих заплањских села да се баве производњом креча као занатском делатношћу. 
Богатство у огревном дрвету
За добијање потребне енергије при кречарењу, као енергент користи се искључиво дрвна маса, која је на овом подручју такође присутна у изобиљу. Доминантни типови станишта у Заплању су мешовите широколисне листопадне и четинарске шуме и термофилни делимично култивисани или некултивисани (богати врстама) пашњаци на кречњацима.
За печење у кречани од 50.000 kg трошено је до 100 m3, кречана од 30.000 kg око 80 m3 а за кречане од 25.000 kg око 35 m3 у зависности од врсте дрвета и састава кречњака.

## Начин рада Заплањских кречара
Сви Заплањски кречари производили су креч, на идентичан начин, у пољским кречанама. На погодном месту су копали рупу — кречану, одговарајуће величине ваљкастог облика.
Израда пећи
Ширина јаме за кречану обично износи два и по до три метра, а дубина је једнака полупречнику круга. Рупа (казан) кречане облажава се унаоколо сувомеђом до плоче, на којој се граде врата за убацивање дрвета. Отесани камен или опека се ређа без икаквог везивања, у облику свода, а средина свода се затвара једним каменом у облику пирамиде. Волат и рупа на кречани морају бити исте величине.
На супротној страни од врата за убацивање дрвета, испод волта, налазе се друга, мања, врата која служе за избацивање жара и пепела када се кречана запали. Са спољне стране рупе побадају су се дугачки кочеви око којих се плете плот. Упоредо са овим послом, ставља се иза плота прво земља, па ситно камење, што чини такозвану кошуљицу. На крају се у кречану ставља „товар“ или крупно камење. Крупно камење у кречани ређа се у облику заобљене купе која мора бити висока онолико колики је пречник рупе.
На крају следи покривање товара слојем земље, или кошуљицом дебљине око 30 см, која се на врху посипа ситни кречњаком у облику свода. На средину свода се ставља камен осредње величине, који се назива голуб или кокот. Он служи да би се препознало када је камен печен.
Око кречане, у земљи, обавезно се копа канал који треба да одводи воду даље од рупе у случају кише и других падавина.
Само зидање кречане и печење креча је била занатска вештина коју су Заплањци — кречари, кроз дугогодишњи рад одлично савладали.
- 'Фазе у производњи креча у пољским кречанама
- Ископ кречњака
- Потпаљивање кречане
- Процес печења кречњака
- Хлађење испеченог креча

## Кречарски занат у 21. веку
Развој природних и техничких наука у 20. веку довео је до индустријске револуције и масовне производње, а самим тим и до потискивања мануелног начина рада, који представља основу заната. Такав је случај са традиционалним кречарством. Масовном индустријском производњом креча, као и увођењем портланд цемента, традиционалном кречарству па и овом у Заплању прети постепени нестанак, иако креч добијен на овакав начин има предности у односу на индустријски и представља значајан ресурс за област конзервације и рестаурације.
Главни разлози за полако изумирање кречарства у Заплању
- Питање рентабилности је кључно за будућност традиционалног кречарства.
- За разлику од прошлих времена, дрва и камен треба платити.
- Бројни закони регулишу емисију угљен диоксида у атмосферу и намећу ограничења овом занату.
- Индустријска производња креча траје два сата, док је за производњу на традиционалан начин потребно утрошити пуно времена за припремне радове и печење.
- Мајсторство у изради се губи. Мајстори зидари губе знања и не усуђују се да раде кречним малтером

нити знају да малтеришу мистријом. 
- Људи са села из Заплања и одлазе у Ниш и друга места.

И поред неповољних фактора за очување и опстанак, традиционално кречарство у Заплању има наду кроз употребу креча у конзервацији, тренд одрживости и употребу природних материјала, као и скретањем
пажње стручној јавности на научне чињенице које говоре у прилог бољих особина и квалитета традиционално произведеног креча у односу на индустријски.
Најбољи кречари који су очували ову производњу у Заплању, данас су они из Малог и Великог Крчимира, Семче и Сопотнице.